# Théodule Ribot

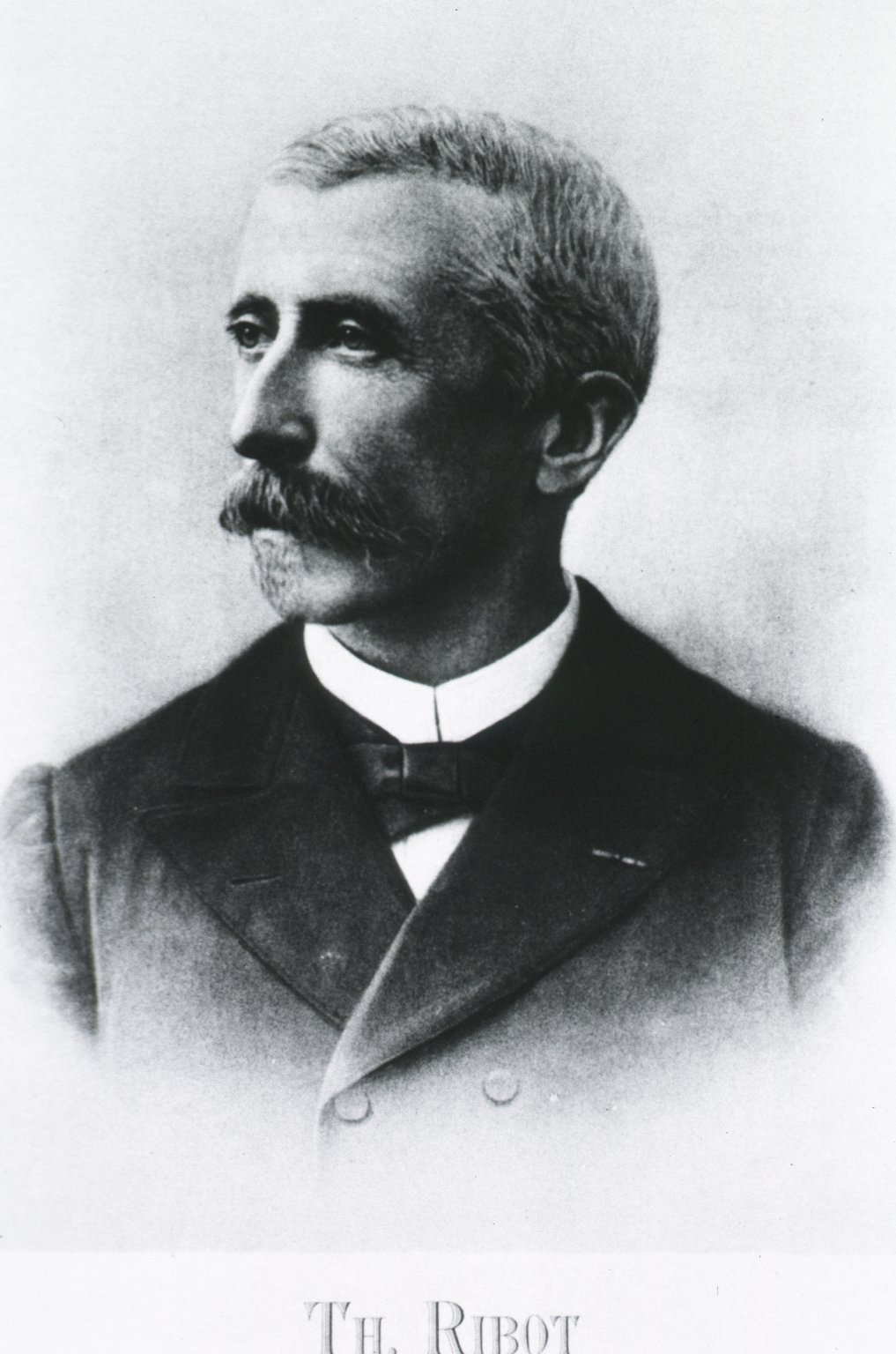
Théodule Ribot

Théodule Armand Ribot (auch Théodule A. Ribot) (* 18. Dezember 1839 in Guingamp, Côtes-d’Armor; † 9. Dezember 1916 in Paris) war ein französischer Psychologe und Philosoph.

## Leben
Ribot studierte an der École normale supérieure in Paris und wirkte seit 1865 als Professor der Philosophie an verschiedenen Collèges. Seit 1872 widmete er sich in Paris vorzüglich biologischen und physiologisch-psychologischen Studien und begründete 1876 die Revue philosophique sowie 1884 die Gesellschaft für physiologische Psychologie.
1885 wurde er zum außerordentlichen Professor der Psychologie an der Sorbonne und 1888 zum ordentlichen Professor der vergleichenden und Experimentalpsychologie am Collège de France ernannt. Seit Ende 1906 war er Mitglied der Akademie.
Ribot hat sich auch um die internationale Vernetzung der Psychologie verdient gemacht – er war Ausrichter des ersten Internationalen Kongresses für Psychologie 1889 und erneut des vierten Kongresses 1900. Aus diesen Kongressen ist die International Union of Psychological Science entstanden, die heute die größte und bestimmende Dachorganisation psychologischer Verbände ist.

## Werke
- La psychologie anglaise contemporaine (1870, 3. Aufl. 1895)
- L’hérédité. Étude psychologique (1873, deutsch nach der umgearbeiteten 5. Aufl. von Kurella, Leipzig 1895, Bibliothek für Socialwissenschaft 1)
- La philosophie de Schopenhauer (1874; 9. Aufl. 1903)
- La psychologie allemande contemporaine (1879; 5. Aufl. 1900; deutsch, Braunschweig 1881) (Digitalisat)
- Les maladies de la mémoire (1881); 16. Auflage 1904; deutsch, Das Gedächtnis und seine Störungen. Voss, Hamburg 1882 (Digitalisierte Ausgabe der Universitäts- und Landesbibliothek Düsseldorf)
- Les maladies de la volonté (1882, 9 Auflagen; deutsch von Pabst, Berlin 1893)
- Les maladies de la personnalité (1885; 19. Aufl. 1904; deutsch, nach der vierten Ausgabe von Papst, Berlin 1894)
- La psychologie de l’attention (1888; 5. Aufl. 1902)
- La psychologie des sentiments (1896; 9. Aufl. 1903; deutsch von Ufer, Altenb. 1903)
- L’évolution des idées générales (1897; 2. Aufl. 1903)
- Essai sur l’imagination créatrice (1900; 2. Aufl. 1905; deutsch, Bonn 1902)
- La logique des sentiments (1905)
- Essai sur les passions (1906)

Auch übersetzte Ribot zusammen mit Espinas Herbert Spencers Principles of psychology ins Französische (2 Bände, 1874–1875).